# Editorial Carena
L'Editorial Carena va ser fundada l'any 1992 per José Membrive i Araceli Palma - Gris amb la pretensió d'apropar la literatura i el pensament a la societat i servir de pont entre diferents maneres d'entendre la vida i la cultura. La poesia, l'assaig contemporani, social i filològic, la narrativa, la música, els llibres de viatges… constitueixen les col·leccions claus d'aquesta editorial.

## Alguns llibres publicats en català per Editorial Carena
- Un país sense manual d'instruccions. Miquel González Quintana
- La Refundació de la Democràcia. José Vicente Mestre Chust
- L'Espanya Cavernícola. Joaquim Riera i Pilarín Bayés